# Línguas tucanas
1. default=

A família linguística tucana é composta por um conjunto de línguas ameríndias faladas no norte da América do Sul. Não faz parte de nenhum tronco linguístico.

## Línguas

### Ramirez (2019)
Conforme Henri Ramirez (2019), a família tucano possui 3 subgrupos com 11 línguas (9 vivas e 2 extintas).:6
- Família Tukano
  - Oeste
    - Koreguaje, †Tama
    - Siona, †Macaguaje
    - Sekoya
    - Orejón (máihuna)

  - Kubeo
  - Leste
    - Tanimuka
    - †Kueretú
    - Tukanoid (Apapóris-Uaupés)
      - Desanid
        - Desano e codialetos (siriano, etc.)
        - †Yupúa

      - Barasanid
        - Barasana e codialeto Eduria
        - Makuna

      - Tukanid
        - Pira-Tapuyo e codialetos Wanano, †Arapásu, †Koewána
        - Ye’pâ-Masa (tukano próprio)
        - Tuyuka e codialetos Yurutí, Pisa-Mira, Bará/Waimaja, Karapaná, Tatuyo

(† = extinta)
O léxico sugere fortemente que as línguas tanimuka e kueretú poderiam formar um subgrupo.
Todas as línguas tukano foram influenciadas pelas línguas Japurá-Colômbia.

### Ethnologue
Conforme o Ethnologue, a família tucano possui 25 línguas distribuídas por toda Amazônia.
- Tucano
  - Tucano Central
    - Cubeua

  - Tucano Oriental
    - Central
      - Bara
        - Pokangá
        - Tuyuka
        - Waimaha
        - Wajiara

      - Desano
        - Desano
        - Suriana

      - Meridional
        - Barasana-Eduria
        - Macuna

      - Tatuyo
        - Carapanã
        - Tatuyo

    - Setentrional
      - Arapaso
      - Uanano
      - Piratapuia
      - Tucano

    - Não Classificada
      - Yahuna

  - Miriti
    - Miriti

  - Tucano Ocidental
    - Setentrional
      - Coreguaje
        - Koreguaje

      - Siona-Secoya
        - Macaguaje
        - Secoya
        - Siona

      - Tama
        - Tama

      - Tetete
        - Tetete

    - Meridional
      - Orejón

    - Tanimuca
      - Tanimuca-Retuarã

## Comparação lexical
Comparação lexical interna (Rodrigues 1986):
| Português | Tukáno  | Barasána | Yebamasã | Wanána  | Desána  | Kubéwa  |
| --------- | ------- | -------- | -------- | ------- | ------- | ------- |
| capim     | ta      | ta       | ta       | ta      | tana    | kõria   |
| peixe     | wai     | wai      | wai      | wai     | wai     | moã     |
| cobra     | pirõ    | pinõ     | hinõ     | pinõno  | pirõ    | aĩky    |
| rabo      | pikõno  | pikõ     | hikõ     | pitxono | pingono | pikomo  |
| cabelo    | poari   | hoa      | hoari    | poari   | poari   | pora    |
| olho      | kahpea  | kahea    | kahea    | parieke | kuiru   | diakory |
| barriga   | paa     | paga     | hera     | para    | poaru   | iapipy  |
| osso      | o’ãri   | oãri     | ngoã     | koã     | ngo’ã   | koãro   |
| flor      | ori     | ori      | ngo      | ko’oro  | ngori   | kowya   |
| fogo      | pehkame | pehkame  | heame    | pitxaka | peame   | toabo   |
| água      | ahko    | ohko     | ide      | ko      | dehko   | oko     |
| pele      | kahsero | kahero   | wiro     | kasero  | ga’siro | kahe    |
| homem     | ymã     | ymã      | ymã      | muinõ   | ymã     | ymã     |
| mulher    | numiõ   | numiõ    | numiõ    | numinõ  | nomeõ   | numiõ   |
| pai       | pahky   | ka’ky    | haky     | pahkyra | pagy    | paky    |
| mãe       | pahko   | ka’ko    | hako     | pahkoro | pago    | pako    |

## Reconstrução
Algumas reconstruções do proto-tucano, de nomes de plantas e animais (Chacon 2013):
| Português            | Inglês                 | Proto-Tucano |
| -------------------- | ---------------------- | ------------ |
| cutia                | agouti                 | *wuɨ         |
| formiga (esp.)       | ant sp.                | *meka        |
| tatu                 | armadillo              | *pãmu        |
| morcego              | bat                    | *ojo         |
| jenipapo             | black ink (jenipapo)   | *weʔe        |
| buriti               | buriti palm            | *neʔe        |
| capivara             | capybara               | *kuetju      |
| cará                 | cara (Dioscorea alata) | *japi        |
| lacraia              | centipede; boa         | *jãk’i       |
| jiboia               | boa                    | *jãk’i       |
| pimenta              | chili                  | *p’ia        |
| samaúma              | kapok                  | *jɨi         |
| juriti               | dove                   | *ƭʃɨ-        |
| peixe                | fish; fish sp. (?)     | *waʔi        |
| ingá                 | Inga (fruit sp.)       | *p’ene       |
| uva-do-mato?         | grape                  | *ɨʔje        |
| garça                | heron                  | *jahi        |
| beija-flor           | hummingbird            | *mimi        |
| onça-preta           | jaguar                 | *jai         |
| martim-pescador      | kingfisher             | *tjãsa       |
| coró                 | larva                  | *p’ekko      |
| arara                | macaw                  | *maha        |
| mandioca             | manioc                 | *kɨi         |
| macaco               | monkey                 | *takke       |
| quati; macaco (esp.) | monkey sp. / coati     | *sisi        |
| mosquito             | mosquito               | *mɨte        |
| paca                 | paca                   | *seme        |
| pacu                 | pacu fish              | *uhu         |
| coró                 | palm weevil            | *pĩko        |
| papagaio             | parrot                 | *wekko       |
| caititu, queixada    | peccary                | *tjẽse       |
| pupunha              | pupunha palm           | *ɨne         |
| aranha               | spider                 | *p’ɨpɨ       |
| anta                 | tapir                  | *wekkɨ       |
| cupim                | termite                | *p’utu       |
| sapo (esp.)          | toad sp.               | *p’opa       |
| tocandira            | tocandira ant          | *piata       |
| tartaruga            | tortoise; turtle       | *k’oɨ        |
| tucano               | toucan                 | *tj’ase (?)  |
| traíra               | traira fish            | *t’oje       |
| urucum               | urucum (achiote)       | *p’õsa       |
| pica-pau             | woodpecker             | *kone        |
| cará, inhame         | yam                    | *jãp’o       |

### Comparações com o proto-pano
Alguns semelhanças lexicais entre o que poderia ser o proto-pano (Shell 1975) e o proto-tukano::13
| Português       | Proto-Tukano | Proto-Pano |
| --------------- | ------------ | ---------- |
| eu              | *jɨʔɨ        | *ʔɨ        |
| tu              | *mɨʔɨ        | *mi        |
| nós (exclusivo) | *ɨ̃sa         | *eseja     |
| vocês           | *mɨsa        | *mikwana   |
| negativo        | *ma          | *ma        |
| barriga         | *paa(-ga)    | *poko      |
| beber           | *sɨ̃ʔ-        | *ʂɨʔa-     |
| ir              | *waʔa        | *kwa       |
| estar de pé     | *nɨʔka       | *nii       |
| cabelo          | *poa         | *βoo       |
| caminho         | *maʔa        | *baʔi      |
| comer           | *baʔa        | *aβa       |
| dia, sol        | *boʔre       | *βari      |
| folha           | *pũu         | *pɨʔi      |
| gordura         | *ɨʔse        | *ʂɨni      |
| homem           | *ɨmɨ         | *βɨnɨ      |
| filho           | *makɨ        | *βakɨ      |
| nariz           | *ɨ̃ʔke-       | *kini      |
| noite/preto     | *jami        | *jamɨ      |
| peito           | *koti        | *ʂoʃtsi    |
| peixe           | *waʔi        | *βawi      |
| piolho          | *giʔa        | *ʔia       |
| quente          | *asi         | *itsis     |
| roça            | *weʔse       | *wai       |

### Estudos diacrônicos
- BARNES, Janet 1980 "La reconstrucción de algunas formas del proto tucano-barasano-tuyuca". Artículos en Lingüística e Campos Afines, 8: 37-66. Bogotá: Instituto Lingüístico de Verão.
- CHACON, Thiago Costa. 2014. "A revised proposal of Proto-Tukanoan consonants and Tukanoan Family classification". International Journal of American Linguistics, 80(3): 275-322.
- LEVINSOHN, Stephen H. 1992. Estudios comparativos: Proto-Tucano. Bogotá: Instituto Lingüístico de Verão.
- MALONE, Terrell. 1987. Proto-Tucanoan and Tucanoan genetic relationship (manuscrito).
- SHELL, Olive A. 1975. Estudios Panos III: las lenguas pano y su reconstrucción. Serie Linguistica Peruana, n°12. Yarinacocha: Instituto Lingüístico de Verão.
- WALTZ, Nathan E. & Alva WHEELER. 1972. "Proto Tucanoan". In eds. Esther MATTESON et al., Comparative Studies in Amerindian Languages, 119-149. The Hague: Mouton.

### Línguas extintas
Os dados sobre as línguas extintas (kueretú, yupúa, arapásu, koewána) foram documentados nas listas lexicais elaboradas por Theodor Koch-Grünberg (1913, 1914), Constant Tastevin (1920, 1921), von Martius (1863), Alfred Russel Wallace (1853) e Johann Natterer (1831).
- KOCH-GRÜNBERG, Theodor. 1913. Betóya-Sprachen Nordwestbrasiliens und der angrenzenden Gebiete. Anthropos 8.
- KOCH-GRÜNBERG, Theodor. 1914. Betóya-Sprachen Nordwestbrasiliens und der angrenzenden Gebiete. Anthropos 9.
- MARTIUS, Karl Friedrich Philipp von. 1863. Glossaria linguarum Brasiliensium: glosarios de diversas lingoas e dialetos, que fallao os indios no Imperio do Brazil. Erlangen: Druck von Jange.
- NATTERER, Johann. 1831. Wortlisten von Indianersprachen in Brasilien (1817-1835) (manuscritos, pp. 222-227, 266-271).
- TASTEVIN, Constant. s.d. Curetú (manuscrito nos arquivos do professor Paul Rivet, Paris).
- TASTEVIN, Constant. 1920. Witót, Karihona, Tanimbuka, Kueretú, Kokámu (manuscrito nos arquivos do professor Paul Rivet, Paris).
- TASTEVIN, Constant. 1921 Jucuna, Durina ou Soko, Tukuna (manuscrito nos arquivos do professor Paul Rivet, Paris).
- WALLACE, Alfred Russel. 1853. A narrative of travels on the Amazon and Rio Negro (1848-1852). Londres; Nova Iorque.